# Alfred Bonzon
Alfred Bonzon (* 4. April 1873 in Morges; † 23. Oktober 1925 Territet) war ein Schweizer Jurist und Chefbeamter. Er war Vizekanzler der Bundeskanzlei, Direktor der Société suisse de surveillance économique und Sonderbeauftragter des Völkerbundes.
Alfred Bonzon besuchte das Gymnasium in Genf, studierte anschliessend Recht in Lausanne und erlangte dort die Doktorwürde. Ab 1897 arbeitete er in der Rechtsabteilung einer französischen Eisenbahngesellschaft, ab 1898 in gleicher Funktion bei der Jura-Simplon-Bahn. Ab 1902 war er Sekretär im Eidgenössischen Post- und Eisenbahndepartement. Im Jahr 1910 folgte er auf Charles-Joseph Gigandet als zweiter Vizekanzler der Bundeskanzlei und war dort für die französische Sprache zuständig. Ab 1915 wurde er in dieser Funktion freigestellt um die Aufgabe als Direktor der Société suisse de surveillance économique, die für die Kontrolle des Handels mit Waffen der Entente während des Ersten Weltkriegs zuständig war, zu übernehmen. Im Jahr 1918 legte er die Aufgabe als Vizekanzler auch formell nieder. In den 1920er Jahren unternahm er als Sonderbeauftragter des Völkerbunds regelmässig Missionen. So wurde er am 22. September 1922 vom Völkerbund damit beauftragt, im Saargebiet alle Unterlagen zur Feststellung des Stimmberechtigung für die Volksabstimmung 1935 systematisch zu erfassen.
Im Jahr 1925 erkrankte er auf einer Mission in Griechenland schwer und verstarb wenige Wochen später nach seiner Rückkehr in die Schweiz.